# Municipalità di Great Lakes
La municipalità di Great Lakes è una local government area che si trova nel Nuovo Galles del Sud. Si estende su una superficie di 3.376 chilometri quadrati e ha una popolazione di 35.924 abitanti. La sede del consiglio si trova a Forster.